# Nikolái Pankrátov
Nikolái Vladímirovich Pankrátov –en ruso, Николай Владимирович Панкратов– (Sverdlovsk, URSS, 23 de diciembre de 1982) es un deportista ruso que compitió en esquí de fondo.
Ganó dos medallas en el Campeonato Mundial de Esquí Nórdico, plata en 2007 y bronce en 2005.

## Palmarés internacional
| Campeonato Mundial | Campeonato Mundial    | Campeonato Mundial | Campeonato Mundial |
| Año                | Lugar                 | Medalla            | Prueba             |
| ------------------ | --------------------- | ------------------ | ------------------ |
| 2005               | Oberstdorf (Alemania) | Medalla de bronce  | Relevo 4 × 10 km   |
| 2007               | Sapporo (Japón)       | Medalla de plata   | Relevo 4 × 10 km   |